# Pubert
Pubert — французская компания из коммуны Шантонне, расположенной на западе Франции в департаменте Вандея, производитель садового оборудования.
Основана в Шантонне (Франция) в 1840 году, по состоянию на 2013 год сохраняется как семейный бизнес потомками основателя, действующий генеральный директор с 1984 года — Жан-Пьер Пьюбер. Изначально фирма производила оборотные плуги для французских аграриев, с 1960-х годах освоено производство сельскохозяйственных машин, с 1976 года производятся мотоблоки и мотокультиваторы.
По состоянию на 2000-е годы компанией выпускается более 250 тыс. единиц сельхозмашин — культиваторы, мотоблоки, газонокосилки, шредеры, скарификаторы, — что составляет 25—30 % мирового производства садовой техники. Часть продукции поставляется под собственной торговой маркой, часть мотокультиваторов — под марками Caiman, Husqvarna, Honda, Staub, Solo и рядом других.
Годовой оборот (2008): €70 млн, доля экспорта — 70 % от объёма продаж, персонала — 400 сотрудников. Производственные площадки — в Шантонне и в Лон-ле-Сонье, с 2008 до 2013 года действовало производство в китайской провинции Юньнань.